# Почесні громадяни Запоріжжя
Нижче наведений список почесних громадян Запоріжжя.

## Почесні громадяни
Позбавлені звання
| №  | П. І. Б.                             | Роки життя | Роки життя | Діяльність | Дата присвоєння             | Дата позбавлення |
| -- | ------------------------------------ | ---------- | ---------- | --- | --------------------------- | ---------------- |
| 1  | Бастрига Іван Михайлович             | 1937       | 1986       | Колишній генеральний директор Запорізького виробничого алюмінієвого комбінату, народний депутат України. Заслужений металург України. | 5 жовтня 2011               |                  |
| 2  | Яків Баш                             | 1908       | 1986       | Письменник, член президії Спілки письменниів України. | 4 вересня 1970              |                  |
| 3  | Безлєпкін Леонід Олександрович       | 1940       | 2010       | Голова профспілкового комітету первинної організації профспілки ВАТ «Запорізький металургійний комбінат «Запоріжсталь» у 1983–2010 роках. Заслужений працівник соціальної сфери України. | 3 жовтня 2012 (посмертно)   |                  |
| 4  | Беладзе Юрій Юханович                | 1939       | 2017       | Голова правління молодіжної громадської організації «Запорізький дитячо-юнацький центр фізичного здоров'я «Бойові рукавички», Заслужений тренер України з боксу, Заслужений працівник фізичної культури і спорту України, член Президії федерації боксу України, суддя Міжнародної категорії Міжнародної федерації боксу. | 6 жовтня 2010               |                  |
| 5  | Бєляєв Андрій Миколайович            | ?          |            | Командир військової частини 3033 Південного оперативно-територіального об'єднання Національної гвардії України. | 12 жовтня 2022              |                  |
| 6  | Богуслаєв Вячеслав Олександрович     | 1938       | —          | Народний депутат України, голова ради директорів ВАТ «Мотор Січ», Герой України. | 15 жовтня 2003              | 17 березня 2023  |
| 7  | Бойко Михайло Якимович               | 1899       | 1986       | Заслужений металург УРСР, Герой Соціалістичної Праці. | 27 жовтня 1967              |                  |
| 8  | Бочкарьов Юрій Георгійович           | 1938       | 2011       | Генеральний директор ВАТ «Дніпроенерго», заслужений енергетик України. | 31 січня 2003               |                  |
| 9  | Бурбовський Олег Олександрович       | 1937       | —          | Голова правління Запорізької обласної організації Національної спілки фотохудожників України, Заслужений працівник культури України. | 23 вересня 2009             |                  |
| 10 | Бурмака Василь Антонович             | 1918       | 2014       | Радянський військовий льотчик, Герой Радянського Союзу. | 18 серпня 1998              |                  |
| 11 | Ванат Петро Михайлович               | 1938       | 2017       | Президент Запорізького обласного союзу промисловців і підприємців (роботодавців) «Потенціал». | 23 вересня 2009             |                  |
| 12 | Василій (Златолинський)              | 1932       | 2022       | Архієрей Української Православної Церкви (Московського Патріархату). З 1992 по 2009 рік очолював Запорізьку єпархію УПЦ МП. | 5 жовтня 2011               |                  |
| 13 | Воденіктов Іван Георгійович          | 1932       | 2020       | Голова Президії Запорізької обласної ради Українського товариства мисливців і рибалок. | 5 червня 2002               |                  |
| 14 | Гапон Олександр Іванович             | 1940       | 2021       | Провідний майстер сцени Запорізького академічного обласного українського музично-драматичного театру імені В. Г. Магара, Народний артист України. | 3 жовтня 2012               |                  |
| 15 | Головко Володимир Михайлович         | 1947       | —          | Голова ради директорів товариства з обмеженою відповідальністю «Запоріжнафтопродукт». | 26 серпня 2015              |                  |
| 16 | Грищенко Володимир Федосійович       | 1945       | —          | Перший заступник міського голови (2002-2010), заслужений будівельник України, має загальний трудовий стаж понад 46 років. Пройшов трудовий шлях від робітника до першого заступника міського голови міста Запоріжжя. | 6 жовтня 2010               |                  |
| 17 | Данилов Олексій Ілліч                | 1897       | 1981       | Радянський воєначальник, генерал-лейтенант. | 13 жовтня 1973              |                  |
| 18 | Джигурда Ольга Петрівна              | 1901       | 1986       | Російськомовна українська письменниця. | 4 вересня 1970              |                  |
| 19 | Димов Георгій Степанович             | 1930       | 1989       | Герой Соціалістичної Праці, «Заслужений будівельник УРСР». | 25 березня 1982             |                  |
| 20 | Дубовець Микола Аксентійович         | 1931       | 2003       | Заслужений енергетик України. | 15 червня 2001              |                  |
| 21 | Єгоров Борис Кузьмович               | 1925       | 2017       | Запорізький художник, представник регіональної живописної школи, ветеран німецько-радянської війни. Багато живописних та графічних творів майстра є у Запорізькому художньому музеї та понад 150 робіт митця знаходяться на зберіганні у Державному художньому фонді України.                                             | 25 вересня 2013             |                  |
| 22 | Жаботинський Леонід Іванович         | 1938       | 2016       | Заслужений майстер спорту з важкої атлетики. | 24 грудня 2003              |                  |
| 23 | Жиловський Віктор Дмитрович          | 1931       | 2014       | Герой Соціалістичної Праці, почесний металург. | 24 вересня 1987             |                  |
| 24 | Зайцев Вячеслав Олексійович          | 1980       | 2022       | Депутат Запорізької міської ради VIII скликання, молодший сержант, командир відділення розвідувального взводу 58-го окремого спеціального батальону Збройних Сил України, кавалер ордена «За мужність» III ступеня. | 12 жовтня 2022 (посмертно)  |                  |
| 25 | Залош Петро Степанович               | 1927       | 1990       | Заслужений металург УРСР. | 4 вересня 1970              |                  |
| 26 | Зібров Борис Григорович              | 1939       | 2013       | Повний кавалер ордена Трудової Слави. Почесний металург СРСР. | 26 вересня 1987             |                  |
| 27 | Іванов Віктор Андрійович             | 1910       | 2003       | Герой Соціалістичної Праці, заслужений машинобудівник УРСР. | 27 квітня 1978              |                  |
| 28 | Іванов Володимир Євменович           | 1926       | 2006       | Герой Соціалістичної Праці, заслужений будівельник УРСР. | 4 вересня 1970              |                  |
| 29 | Івченко Олександр Георгійович        | 1903       | 1968       | Генеральний конструктор, академік, засновник Запорізького машинобудівного конструкторського бюро «Прогрес». | 10 вересня 2014 (посмертно) |                  |
| 30 | Ільїнков Дмитро Володимирович        | 1927       | —          | Колишній директор Інституту титану. | 28 лютого 2006              |                  |
| 31 | Ісаєва Таїсія Іванівна               | ?          | ?          | Колишній генеральний директор Запорізького обласного державного комунального сільськогосподарського підприємства «Запоріжзеленгосп». У 1998 році була обрана депутатом обласної ради, протягом всього скликання очолювала комісію з питань екології.                                                                      | 25 вересня 2013             |                  |
| 32 | Карташов Євген Григорович            | 1942       | —          | Міський голова Запоріжжя в 2003—2010 роках. | 24 вересня 2008             |                  |
| 33 | Качур Роман Володимирович            | ?          |            | Начальник штабу – заступник Командувача ракетних військ і артилерії Збройних Сил України. | 12 жовтня 2022              |                  |
| 34 | Козак Раїса Олексіївна               | 1935       | 2024       | Почесна залізничниця, колишня керівниця Запорізької дитячої залізниці | 28 серпня 2007              |                  |
| 35 | Конотоп Карпо Трохимович             | ?          | ?          | Спеціаліст авіаційної промисловості. Вніс великий внесок у розвиток вітчизняного моторобудівного виробництва. | 27 жовтня 1967              |                  |
| 36 | Короленко Віктор Дмитрович           | 1939       | —          | Генерал-майор у відставці, у 1960-х роках керував розмінуванням населених пунктів Запорізької обл. від вибухових пристроїв часів німецько-радянської війни. Голова ради Запорізької міської організації ветеранів України.                                                                                                | 26 серпня 2015              | 7 грудня 2022    |
| 37 | Костюков Павло Якович                | 1921       | 2005       | Директор Запорізького трамвайно-тролейбусного управління у 1967—1987 роках. | 9 жовтня 2001               |                  |
| 38 | Кравчун Степан Іванович              | 1936       | 2019       | Генеральний директор ВО «ЗАЗ» у 1983—1996 роках. | 1 серпня 2005               |                  |
| 39 | Кузьменко Борис Терентійович         | 1930       | 2017       | Начальник управління будівництва другої черги Дніпровської ГЕС в місті Запоріжжя, Герой Соціалістичної праці. | 30 листопада 2016           |                  |
| 40 | Леженко Данило Дмитрович             | 1895       | 1970       | Радянський партійний і господарський діяч. | 27 жовтня 1967              |                  |
| 41 | Лелюшенко Дмитро Данилович           | 1901       | 1987       | Радянський військовий діяч. Генерал армії. Двічі Герой Радянського Союзу. Герой ЧССР. | 13 жовтня 1973              |                  |
| 42 | Липський Генріх Миколайович          | 1937       | 2016       | Директор товариства з обмеженою відповідальністю «Аврора Девелопмент», Заслужений працівник сфери послуг. | 3 жовтня 2012               |                  |
| 43 | Лютий Григорій Іванович              | 1949       | —          | Поет, заслужений діяч мистецтв України, головний редактор літературного журналу «Хортиця». | 29 серпня 2018              |                  |
| 44 | Михайлов Павло Андрійович            | 1911       | 1978       | Ректор Запорізького машинобудівного інституту (нині Запорізького національного технічного університету) з 1957 по 1978 роки, професор, Заслужений працівник вищої школи Української РСР, лауреат державної премії. | 3 жовтня 2012 (посмертно)   |                  |
| 45 | Муравченко Федір Михайлович          | 1929       | 2010       | Генеральний конструктор ЗМКБ «Прогрес» імені О. Г. Івченка, Герой України. | 31 березня 2004             |                  |
| 46 | Мурадян Рафаель Азісович             | 1931       | 2021       | Віце-президент Союзу промисловців та підприємців «Співдружність» у 1989—1999 роках. | 5 червня 2002               |                  |
| 47 | Нагнибіда Микола Львович             | 1911       | 1985       | Український поет, перекладач, Заслужений працівник культури Білоруської РСР. | 27 вересня 1971             |                  |
| 48 | Никоненко Олександр Семенович        | 1941       | —          | Ректор Запорізької медичної академії післядипломної освіти, завідувач кафедри госпітальної хірургії Запорізького державного медичного університету, доктор медичних наук, професор. | 24 грудня 2003              |                  |
| 49 | Нурієв Нурі Алі-огли                 | 1920       | 2016       | Лікар-хірург вищої категорії, полковник медичної служби. Трудовий стаж — 67 років, понад 40 з яких він віддав роботі на благо запорізької громади, є одним з визволителів міста Запоріжжя від загарбників під час німецько-радянської війни.                                                                              | 6 жовтня 2010               |                  |
| 50 | Осіпов Микола Якович                 | 1933       | —          | Голова правління, генеральний директор ВАТ «Запорізький завод зварювальних флюсів та скловиробів». | 15 жовтня 2003              |                  |
| 51 | Петровський Віталій Григорович       | 1938       | —          | Працівник органів партійного та державного управління, генеральний директор ПАТ «Страхова компанія «Оранта-Січ». | 25 вересня 2013             |                  |
| 52 | Поляк Олександр Володимирович        | 1948       | 2003       | Міський голова Запоріжжя в 2000—2003 роках. | 16 липня 2003 (посмертно)   |                  |
| 53 | Порада Олексій Миколайович           | 1928       | 2001       | Герой Соціалістичної Праці, «Заслужений машинобудівник України», народний депутат України. | 29 січня 1998               |                  |
| 54 | Пресняк Ігор Степанович              | 1940       | —          | Директор Казеного підприємства «Науково-виробничий комплекс «Іскра». | 26 серпня 2015              |                  |
| 52 | П'янков Євген Олександрович          | 1921       | 1996       | Перший секретар Запорізького міського комітету Комуністичної партії України у 1968—1975 роках. | 5 жовтня 2011 (посмертно)   |                  |
| 55 | Ратнер Леонід Анатолійович           | 1937       | —          | Заслужений працівник фізичної культури і спорту України, заслужений тренер України, заслужений тренер СРСР. | 29 серпня 2018              |                  |
| 56 | Ребро Петро Павлович                 | 1932       | 2014       | Поет, гуморист, драматург, суспільний діяч, організатор та натхненник Міжнародної асоціації гумористів и сатириків «Весела січ», автор понад 100 книг для дорослих і дітей, загальним накладом понад 5 млн екземплярів.                                                                                                   | 3 жовтня 2012               |                  |
| 57 | Редя В'ячеслав Васильович            | 1955       | —          | Український диригент, народний артист України. | 24 вересня 2008             |                  |
| 58 | Рубанов Петро Якимович               | 1920       | 2017       | Радянський військовий льотчик, Герой Радянського Союзу. | 24 березня 2010             |                  |
| 59 | Рябець Мотря Митрофанівна            | 1913       | 1981       | Лікар-педіатр, депутат Верховної Ради СРСР. | 4 листопада 1968            |                  |
| 60 | Сацький Віталій Антонович            | 1930       | 2017       | Голова правління, генеральний директор ВАТ Металургійний комбінат «Запоріжсталь», Герой України. | 28 квітня 1990              |                  |
| 61 | Скрипочка Олег Іванович              | 1969       | —          | Герой Російської Федерації, 107-й льотчик-космонавт РФ, 519-й космонавт світу. Колишній вихованець шкіл № 34 та № 28 міста Запоріжжя. Бортінженер космічного корабля «Союз ТМА-01М». | 5 жовтня 2011               | 7 грудня 2022    |
| 62 | Скрябін Володимир Володимирович      | 1908       | 1988       | Радянський державний і партійний діяч. | 20 жовтня 1978              |                  |
| 63 | Соболевський Іван Вікентійович       | 1909       | ?          | Керуючий трестом «Запоріжалюмінбуд» у 1950—1971 роках. Заслужений будівельник УРСР. | 23 вересня 2009 (посмертно) |                  |
| 64 | Судець Володимир Олександрович       | 1904       | 1981       | Герой Радянського Союзу, Народний герой Югославії, Герой Монгольської Народної республіки, Маршал авіації. | 29 серпня 1970              |                  |
| 65 | Сухомлин Іван Прокопович             | ?          |            | Заслужений будівельник України. | 12 жовтня 2022              |                  |
| 66 | Трипольський Стефан Федорович        | 1899       | 1987       | Заслужений будівельник УРСР. | 26 жовтня 1967              |                  |
| 67 | Хаджинов Леонід Петрович             | 1927       | 2019       | Президент Правобережної асоціації промисловців. | 21 серпня 1997              |                  |
| 68 | Хамула Андрій Федотович              | 1939       | 2010       | Заслужений будівельник УРСР. | 29 вересня 1988             |                  |
| 69 | Харлова Валентина Гаврилівна         | 1936       | —          | Народна майстриня декоративно-прикладного мистецтва, член Національної спілки майстрів народного мистецтва України, Заслужений вчитель Української РСР. | 30 серпня 2017              |                  |
| 70 | Черепаха-Волкова Любов Олександрівна | 1964       | —          | Заслужений майстер спорту України, заслужений майстер спорту Міжнародної конфедерації майстрів гирьового спорту, суддя Міжнародної категорії Міжнародної конфедерації майстрів гирьового спорту, володар світових рекордів.                                                                                               | 29 серпня 2018              |                  |
| 71 | Чертков Євгеній Олександрович        | 1938       | —          | Тренер-викладач з боротьби греко-римської, Заслужений тренер Української РСР, Заслужений працівник фізичної культури і спорту України. | 30 серпня 2017              |                  |
| 72 | Чміль Григорій Трохимович            | 1920       | 2014       | Працівник торгівлі, заслужений наставник молоді СРСР. | 28 березня 2007             |                  |
| 73 | Чуйков Василь Іванович               | 1900       | 1982       | Радянський воєначальник, Маршал Радянського Союзу, двічі Герой Радянського Союзу. | 13 жовтня 1973              |                  |
| 74 | Шама Микола Михайлович               | 1937       | 2009       | Ветеран Служби безпеки України, начальника управління СБУ в Запорізькій області в 1991-1996 роках, генерал-лейтенант. | 29 серпня 2007              |                  |
| 75 | Швирьова Ніна Іванівна               | ?          | ?          | Заслужений будівельник УРСР. | 27 жовтня 1967              |                  |
| 76 | Якименко Семен Семенович             | 1914       | ?          | Заслужений металург УРСР. | 4 листопада 1968            |                  |
| 77 | Яланський Валентин Антонович         | 1928       | 2002       | Голова Запорізького міськвиконкому у 1974—1987 роках. | 18 листопада 1998           |                  |